# Intervention (Politik)
Die Intervention (von lateinisch intervenire ‚dazwischentreten, sich einschalten‘) bezeichnet das Eingreifen einer bis dahin unbeteiligten Partei in eine Situation. Meist ist damit das Einschreiten in einen fremden Konflikt gemeint mit dem Ziel, diesen zu lösen oder in eine bestimmte Richtung zu lenken.

## Internationale Politik
Der Begriff der Intervention ist im Völkerrecht umstritten. Eine allgemeingültige juristische Definition wurde bisher nicht anerkannt. Meistens bezeichnet Intervention in der internationalen Politik die Einmischung eines Staates oder mehrerer Staaten als Akteure einer Internationalen Organisation in die der nationalstaatlichen Souveränität unterliegenden inneren Angelegenheiten (sog. domaine reservé) eines anderen Staates. Die Intervention im völkerrechtlichen Sinn ist zu unterscheiden von der Intervention als politischer Erscheinungsform. Erstere ist mit dem Ziel verbunden, die Autoritätsstruktur beim intervenierten Staat zu verändern. Bei der zweiten handelt es sich beispielsweise um Verletzungen der Gebietshoheit bei Grenzstreitigkeiten. Die Einmischung kann auf verschiedene Arten erfolgen.
In der Umgangssprache hat sich die Verwendung des Begriffs für militärische Eingriffe in innerstaatliche Konflikte eingebürgert.

### Interventionsverbot
Grundsätzlich ist das Eingreifen in die inneren Angelegenheiten eines Staates als Ausfluss dessen Souveränität, seitens der UN spezieller nach Art. 2 Ziff. 7 der UN-Charta unzulässig, da jeder Staat das Recht hat, sein politisches, wirtschaftliches, soziales und kulturelles System frei zu wählen, sogenanntes Interventionsverbot des Völkerrechts. (Die Androhung und Anwendung von Gewalt in den internationalen Beziehungen ist zusätzlich nach Art. 2 Ziff. 4 UN-Charta verboten, wobei das Verhältnis zwischen Interventionsverbot und Gewaltverbot noch nicht abschließend geklärt ist.) Dieses Recht ist prinzipiell unantastbar. Generell können Angelegenheiten aber der Zuständigkeit des Individualstaates entzogen werden, so etwas im Rahmen wirtschaftlicher Verträge, sodass in diesen Angelegenheiten eine Einmischung ausscheidet. Ein besonderer Fall ist in Kapitel VII der Charta der UNO zu finden. Dieser schließt eine unzulässige Einmischung aus, wenn eine Intervention nach Auffassung des Sicherheitsrates der Vereinten Nationen erforderlich ist, um den internationalen Frieden zu verteidigen, die Herrschaft des Rechts aufrechtzuerhalten oder die Unabhängigkeit anderer Staaten zu schützen. Tritt einer dieser Fälle ein, muss die Notwendigkeit einer Intervention durch den Weltsicherheitsrat festgestellt werden. Auch humanitäre Interventionen können durch Beschluss des UN-Sicherheitsrats erlaubt werden. Neben direkten Interventionen, die so legitimiert sind, kann es zu indirekten Interventionen kommen, wenn ein Staat versucht, das politische System oder die Akteure eines anderen Staates zu stürzen, indem er die Gegner dieses Regimes unterstützt. Diese Interventionen sind nicht mit dem Völkerrecht vereinbar. Während des Kalten Krieges gab es eine Reihe solcher indirekten Interventionen wie zum Beispiel verdeckte Eingriffe des US-Geheimdienstes CIA in die Angelegenheiten Südvietnams während der 1960er, die US-Invasion in Grenada 1983 oder die Iran-Contra-Affäre in den 1980er Jahren.

### Gewaltfreie Interventionen
Eine weitere Form der Intervention ist die gewaltfreie Intervention. Diese kann zum einen auch als Intervention von externen, meist nichtstaatlichen, unparteiischen Dritten bezeichnet werden. Zum anderen beschreibt dieser Ausdruck eine von Gene Sharp eingeführte Klasse von Methoden für eine gewaltfreie Aktion.

## Währungspolitik
In der Währungspolitik spricht man von Intervention, wenn die Zentralbank als Käufer oder Verkäufer von Währungen am Devisenmarkt auftritt, um den Wechselkurs zu beeinflussen.

## Subventionspolitik
Subventionspolitik als Mittel der politischen Intervention im Wirtschaftsgeschehen, wird etwa von der keynesianischen Lehrmeinung zur Steuerung der Konjunktur befürwortet. Fallbezogenes Eingreifen aus politischen Gründen, wie bei der Insolvenz des Konzerns Philipp Holzmann, ist Bestandteil der Wirtschaftspolitik.
Ein Beispiel für politische Intervention sind Agrarsubventionen. So genanntes Interventionsgetreide ist Getreide, das von der öffentlichen Hand aufgekauft und wieder verkauft wird, um das Gleichgewicht zwischen Angebot und Nachfrage zu wahren.
Dadurch wird sichergestellt, dass landwirtschaftliche Unternehmen ihre Erzeugnisse absetzen können. Dies führte im Rahmen der Agrarpolitik dazu, dass einige ausreichend effizient arbeitende landwirtschaftliche Betriebe von vornherein auf „Intervention“ produzierten. Die aus dieser Hauptursache resultierende Überproduktion und teure Lagerhaltung zeigte, dass die Marktordnung reformiert werden musste.
Dadurch ergibt sich eine Stützung der Erzeugerpreise. In Deutschland wird die Intervention von der Bundesanstalt für Landwirtschaft und Ernährung (BLE), Bonn, durchgeführt. Die BLE gibt jährliche Richtlinien zur Durchführung der Intervention von Getreide für das jeweilige Getreidewirtschaftsjahr bekannt. Die Richtlinien wenden sich an diejenigen, die Getreide (Weichweizen, Hartweizen, Gerste, Mais) an die BLE verkaufen. Wenn die BLE das Getreide in die Intervention nimmt, wird es in so genannte Interventionslager eingelagert. Die Richtlinien legen das Verfahren fest und regeln die Bedingungen der Intervention. Rechtsgrundlagen sind zahlreiche EG-Verordnungen sowie nationales Recht. Bieter können ihre Angebote für Getreide, das sich in einem Lager in der Bundesrepublik Deutschland befinden muss, vom 1. November bis zum 31. Mai abgeben. Bevor es zu einer Übernahme des Getreides durch die BLE kommt, hat das Getreide bestimmte Qualitätsmerkmale aufzuweisen; dementsprechend wird es bestimmten Kontrolluntersuchungen unterzogen. Übernimmt die BLE das Getreide, so wird an den Verkäufer ein so genannter Interventionspreis gezahlt, der von der EG festgelegt wird.